# Nghĩa Trung (phường)
Nghĩa Trung là một phường thuộc thành phố Gia Nghĩa, tỉnh Đắk Nông, Việt Nam.

## Địa lý
Phường Nghĩa Trung nằm ở trung tâm thành phố Gia Nghĩa, có vị trí địa lý:
- Phía đông và phía nam giáp xã Đắk Nia
- Phía tây giáp phường Nghĩa Tân
- Phía bắc giáp phường Nghĩa Đức.

Phường Nghĩa Trung có diện tích 12,26 km², dân số năm 2019 là 10.598 người, mật độ dân số đạt 864 người/km².

## Hành chính
Phường Nghĩa Trung được chia thành 6 tổ dân phố: 1, 2, 3, 4, 5, 6.

## Lịch sử
Ngày 27 tháng 6 năm 2005, Chính phủ ban hành Nghị định 82/2005/NĐ-CP về việc thành lập phường Nghĩa Trung trên cơ sở:
- Điều chỉnh 520 ha diện tích tự nhiên và 4.112 người của thị trấn Gia Nghĩa
- Điều chỉnh 896 ha diện tích tự nhiên và 2.749 người của xã Đắk Nia.

Sau khi thành lập, phường Nghĩa Trung có 1.416 ha diện tích tự nhiên và 6.861 người.
Ngày 17 tháng 12 năm 2019, Ủy ban thường vụ Quốc hội ban hành Nghị quyết số 835/NQ-UBTVQH14 về việc thành lập thành phố Gia Nghĩa thuộc tỉnh Đắk Nông. Phường Nghĩa Trung thuộc thành phố Gia Nghĩa.